# منطقه فایننشال (ونکوور)
منطقه فایننشال، ونکوور (انگلیسی: Financial District, Vancouver) یک منطقه تجاری دارای ساختمان‌های مرتفع اداری در ناحیه تجاری مرکزی ونکوور، بریتیش کلمبیا، کانادا است. منطقه فایننشال که تقریباً در امتداد خیابان‌های خیابان بورارد و غرب خیابان جورجیا در مرکز شهر ونکوور واقع شده‌است، بیش از ۶۰ درصد از فضای اداری ونکوور بزرگ را در خود جای داده‌است و مقر محصولات جنگلی و شرکت‌های معدنی است. این منطقه شامل دفاتر بسیاری از سازمان مردم‌نهاد (NGO)، نمایندگی‌ها و کنسولگری‌های خارج از کشور، و دفاتر مرکزی و شعبه‌های بانک‌ها و خدمات مالی ملی و بین‌المللی، شرکت‌های حسابداری و حقوقی، و هتل‌های مجلل است.